# Michel Martelly
Michel Joseph Martelly, známý též jako Sweet Micky, (* 12. února 1961, Port-au-Prince) je haitský hudebník a 44. prezident Haiti. Martelly žije na předměstí haitského hlavního města Port-au-Prince s manželkou a čtyřmi dětmi. Od 14. května 2011 do 8. února 2016 zastával funkci prezidenta Haiti.